# Damalis albatus
Damalis albatus là một loài ruồi trong họ Asilidae. Damalis albatus được Scarbrough miêu tả năm 2005. Loài này phân bố ở miền Ấn Độ - Mã Lai.